# Cyathea obscura
Cyathea obscura är en ormbunkeart som först beskrevs av Benedetto Scortechini, och fick sitt nu gällande namn av Edwin Bingham Copeland. Cyathea obscura ingår i släktet Cyathea och familjen Cyatheaceae. Inga underarter finns listade.